# 陳澤春
陳澤春，貴州省貴陽府人，清朝政治人物、同進士出身。
光緒六年（1880年）庚辰科進士，三甲九十八名，同年五月，著交吏部掣签，分发各省以知县即用。后官陝西洋縣知縣。